# Halsskovbroen
Die Halsskovbro ist eine Straßenbrücke in Korsør, Dänemark, welche über den Sund zwischen Korsør Nor und dem Großen Belt führt. Sie verbindet den Stadtkern mit dem nördlichen Stadtteil Halsskov. Die Brücke besteht aus einer Beton-Plattenbrücke im Süden und einer Wippbrücke aus Stahlfachwerk im Norden, die den Schifffahrtskanal freigeben kann. Die Klappbrücke öffnet jährlich ca. 500 mal.
Die 1985 eingeweihte Ny Halsskovbroen („neue Halsskov-Brücke“) ist die vierte Brücke an dieser Stelle. Die erste wurde 1847 errichtet, darauf folgte 1883 eine Drehbrücke, deren sechseckiger Sockel heute noch im Hafen sichtbar ist. 1925 wurde eine erste Wippbrücke in Betrieb genommen, die in den 1980er Jahren durch die heutige Brücke ersetzt wurde.